# Bieiris de Romans
Bieiris de Roman(s) (fl. XII-XIII secolo) è stata una trobairitz della prima metà del XIII secolo.
Il suo luogo di nascita fu Romans nei pressi di Montélimar. Ci ha lasciato una canso, "Na Maria, pretz e fina valors" ("Signora Maria, pregio e fin valore"), indirizzata a un'altra donna chiamata Maria. La poesia è scritta nel tipico stile trobadorico dell'amor cortese ed è stata di conseguenza analizzata come una poesia lesbica. Bieiris avrebbe potuto, tuttavia, scriverla semplicemente dal punto di vista maschile, immergendosi pienamente nella mascolinità del genere. Ciò nonostante, l'attribuzione certa del componimento poetico a una donna la rende inverosimile dato che si tentato in tutti i modi di "plagiare" l'uditorio: la poesia risulterebbe di conseguenza effeminata.
François Zufferey ha argomentato che la composizion di Bieiris sia in effetti un lavoro di Gui d'Ussel. Insieme a lui, nell'ascrivere la poesia di Bieiris a un uomo, ci sono Oskar Schultz-Gora, Gianfranco Folena ed Elizabeth W. Poe. Il primo medievalista francese Jean-Baptiste de Lacurne de Sainte-Palaye crede che sia stata scritta a favore di un uomo. Il lesbismo di Bieiris, inoltre, ha i suoi difensori: Pierre Bec, Magda Bogin, René Nelli e John Boswell. Angelica Rieger, d'altra parte, ha tenacemente difeso il suo punto di vista negando il suo lesbismo, cercando di mostrare che Bieiris stia in effetti impiegando il linguaggio di estrazione popolare tra le nobildonne del periodo. La Na Maria della poesia è anche stata intesa come la Vergine Maria e la sincerità e l'innocenza del testo non esclude questa possibilità.
L'ultima stanza della sua canso è questa: